# Serra de Can Vidal
La Serra de Can Vidal és una serra situada al municipi de Copons (Anoia), amb una elevació màxima de 632 metres.